# Localhost
Navnet localhost bruges om den computer, man arbejder med. En netværksforbindelse til localhost, vil gå til den samme maskine. IP-adressen på localhost er 127.0.0.1 med IPv4 og ::1 med IPv6. En del programmer, der kan bruges via et netværk, kan med fordel testes ved at man kun lader dem lytte efter forbindelser fra localhost. På den måde kan andre på nettet ikke bruge programmet.
| Telekommunikation | Spire Denne artikel om telekommunikation er en spire som bør udbygges. Du er velkommen til at hjælpe Wikipedia ved at udvide den. |